# SN 1970A
SN 1970A – supernowa typu II odkryta 15 lutego 1970 roku w galaktyce IC3476. W momencie odkrycia miała maksymalną jasność 14,00m.